# Punta Chalanson
La Punta Chalanson (3.466 m s.l.m.) è una montagna delle Alpi Graie che si trova lungo il confine tra l'Italia e la Francia. Fa parte delle Alpi di Lanzo e dell'Alta Moriana.
Dal versante francese si trova sopra il ghiacciaio des Evettes; dal versante italiano si trova al fondo della val d'Ala.